# Agence française pour le développement et la promotion de l'agriculture biologique
L'Agence française pour le développement et la promotion de l'agriculture biologique, dite Agence bio, est un groupement d'intérêt public de promotion de l'agriculture biologique en France, sous tutelle du ministère de l'Agriculture et de l'Alimentation et du ministère de la Transition écologique.

## Histoire
L'Agence bio est créée le 15 octobre 2001 sous le gouvernement Lionel Jospin, par le ministre de l'Agriculture Jean Glavany et celui de l'Écologie Yves Cochet. Elle doit concourir au développement de l'Agriculture Bio et notamment permettre à la France d'atteindre l'objectif européen adopté en 2019, repris par le Pacte vert européen adopté par la Commission européenne en mai 2020 (Stratégie « De la ferme à la fourchette »), qui est que 25 % des surfaces agricoles soient cultivées en bio en 2030 sur tout le territoire de l'Union européenne. Cette évolution des modes de production, doit contribuer à diviser par deux l'usage des pesticides, et les ventes d’antibiotiques pour les animaux d’élevage ; il s'agit aussi de réduire de 20 % le recours aux engrais chimiques avant 2030.
Son siège est basé à Montreuil dans le département de la Seine-Saint-Denis.
En 2025, en commission, la majorité (de droite) du Sénat français a voté une proposition de Laurent Duplomb soutenue par le gouvernement qui déclare pouvoir ainsi faire 2,9 millions d'économies, visant à supprimer l'Agence BIO, (opérateur de l’Etat) en suggérant que les missions de l'Agence soient mis à la charge du ministère de l’agriculture ,.  Elle a aussi retiré du projet de loi d'orientation agricole, l'objectif de 21% de surfaces agricoles cultivées en bio à horizon 2030 (cet objectif-cible devait mettre à jour le Code rural, où il était de 15 %, à atteindre avant le 31 décembre 2022 (tel que fixé en 2021 ; encore inférieur au nouveau seuil de l'Union européenne, et par ailleurs jamais atteint car en 2025, le taux actuel est plutôt d'environ 10 %). À l'Assemblée Nationale, les députés de gauche, et le gouvernement ont ensuite réintroduit l'objectif de 21 % au 1er janvier 2030 (qui est celui du  correspondant au chiffre qui figure dans le programme national pour l'agriculture biologique, et que l'Assemblée nationale avait initialement souhaité). Au Sénat, le rapporteur LR Laurent Duplomb, ancien président FNSEA d'une chambre d'agriculture et personnalité de l'industrie agroalimentaire, a motivé ce retrait en arguant que cet objectif ne correspondrait pas à un marché du bio qui s'est contracté (« Est-ce qu'aujourd'hui, objectivement, avec 8 % de la surface agricole en bio et le marasme de la consommation, indiquer 21 % de surface, sans adéquation avec la consommation, ce n'est pas prendre les producteurs pour des imbéciles ? » a-t-il précisé, alors que Daniel Salmon, notait lui que « L'ambition de ce projet de loi est de répondre au défi du renouvellement des générations et en ce sens l'agriculture biologique est centrale car elle est plébiscitée par les jeunes qui souhaitent s'installer en agriculture. 30 à 50 % des futurs agriculteurs veulent le faire en bio. Pourquoi ? Parce qu'il y a une recherche de sens et de qualité au travail ». La gauche sénatoriale et le gouvernement ont déposé une dizaine d'amendements pour réintroduire ce seuil dans la loi, mais tous ont été rejetés par la majorité sénatoriale. 
Ce retrait a suscité des protestations, notamment basées sur le fait que l'Agriculture Bio est plus vertueuse en termes de réduction des gaz à effet de serre, de préservation de la biodiversité, et de mise sur le marché de produits sains du point de vue de la santé environnementale. La ministre de l'Agriculture, Annie Genevard a réagi en disant que le Gouvernement ne souhaitait pas supprimer cette Agence mais qu'il travaille à l'optimiser.

## Missions
L'Agence bio est en relation étroite avec des partenaires ayant vocation à contribuer au développement de l'agriculture biologique, en particulier des organisations publiques, professionnelles et interprofessionnelles, chercheurs, circuits de distribution, organisations de la protection de l'environnement et de défense des consommateurs. Particulièrement, elle a pour mission de communiquer et d'informer sur l'agriculture biologique et ses produits, de développer et d'approfondir l'Observatoire national de l'agriculture biologique, de faciliter la concertation entre partenaires, de contribuer au développement de la structuration des filières et de gérer les notifications des producteurs et autres opérateurs certifiés, ainsi que le logo « AB » depuis 2008.
L'Agence bio traite les notifications des producteurs, préparateurs, transformateurs et distributeurs, acteurs de la filière agriculture biologique. La conversion vers l'agriculture biologique (période de transition entre le conventionnel et l'agriculture biologique, pour les producteurs, mais aussi les préparateurs, les transformateurs et les distributeurs de produits biologiques) commence par l'identification auprès de l'Agence BIO en remplissant le formulaire de déclaration.
L'Agence bio tient à jour l'annuaire officiel des professionnels notifiés en agriculture biologique. Il regroupe tous les professionnels notifiés, qu'ils soient producteurs, préparateurs ou transformateurs, distributeurs ou importateurs de produits bio.
Depuis 2007, l'Agence bio dirige le Fonds de structuration des filières biologiques dénommé « Avenir Bio ». Elle est dotée de 3 millions d'euros par an pendant cinq ans sur la période 2008-2012. L'appel à projets Avenir Bio est institué dans l'objectif de tripler les surfaces en agriculture biologique, en France, à l'horizon 2012 (passage de 2 % à 6 %). Dans le cadre du Programme Ambition bio 2017 lancé en 2013, 4 millions d'euros par an sont désormais alloués à l'Agence bio pour gérer Avenir Bio.
Chaque année, l'Agence française pour le développement et la promotion de l'agriculture biologique organise l'Opération Printemps bio avec des acteurs de l'agriculture biologique.
Organisateur des Assises de l'agriculture biologique à partir de 2007, l'Agence bio participe chaque année au Salon international de l'agriculture, au Salon Biofach en Allemagne, au Congrès mondial de l'International Federation of Organic Agriculture Movements (IFOAM) ou encore au Salon international bisannuel Tech&Bio.

## Organigramme
L'Agence bio rassemble des représentants des pouvoirs publics (ministère de l'Agriculture et de l'Alimentation et ministère de l'Écologie de l’Énergie, du Développement durable et de l'Aménagement du territoire) ainsi que des professionnels (la Fédération nationale d'agriculture biologique des régions de France (FNAB), les Chambres d'agriculture, Synabio et Coop de France) au sein de son conseil d'administration.

### Présidence
- Pascal Gury (Coop de France) : 2009-2011[8]
- François Thiéry (FNAB) : 2011-2013[9]
- Etienne Gangneron (Chambre d'agriculture en France) : 2013-2015
- Didier Perréol (Synabio) : 2015-2017[10]
- Gérard Michaut (Coop de France) : 2017-

### Vice-présidence
- Pascal Gury (Coop de France), Claude Monnier (APCA), François Thiéry (FNAB) et Didier Perréol (Synabio)[11]

### Direction
- Michel Helfter :
- Élisabeth Mercier : 2004-2016[12]
- Florent Guhl : 2016-2020
- Laure Verdeau : 2020- (en cours)

## Identités visuelles

Ancien logo
Nouveau logo